# Halo: Uprising
Halo: Uprising är en serie publicerad av Marvel Comics som låtit skapa en serietidning baserad på Bungies Halo-trilogi. Serietidning kom ut i en följetong av fyra tidningar. Handlingen har satts mellan tv-spelen Halo 2 och Halo 3, vilket berättar den tidigare okända historien om vad som hände hjälten Master Chief mellan de två spelen och jakten på Osanalans nyckel. Serien skrevs av Brian Michael Bendis och ritades av Alex Maleev.

## Handling
Handlingen utspelar sig år 2552. Jorden är under attack av the Covenants; ett kollektiv av utomjordingar som vill radera hela mänskligheten. Serien tar dock sin börja kring omloppsbana runt planeten Jupiter. Man följer hjälten från Halo-spelen, Master Chief inuti ett av fiendens rymdskepp i sin jakt på Covenanternas ledare, Prophet of Truth. Denna del av serien berättar om vad som hände mellan de två spelen Halo 2 och Halo 3, en tidigare okänd historia.
I omloppsbana runt en annan planet är den tillfångatagna översten James Ackerson, en officer inom UNSC (Förenta Nationernas Rymdledning). Han får Covenanterna att tro att Osanalans nyckel (the Key of Osanalan) är en nyckel för att kunna använda Halo-ringarna. Detta leder Covenanterna till Cleveland där överstens bror Ruwan Ackerson jobbar på ett hotell. Under Covenanternas inledande attacker försöker han fly tillsammans med den kända artisten Myras Tyla och lyckas till slut. Efter många vändningar visar det sig att Osanalans nyckel är en barnlek från bröderna Ackersons barndom och ett försök av översten att ge UNSC en chans att slå tillbaka och sin lillebror ett tillfälle att försöka fly Covenanternas försök att radera mänskligheten.